# Septemberprogramm

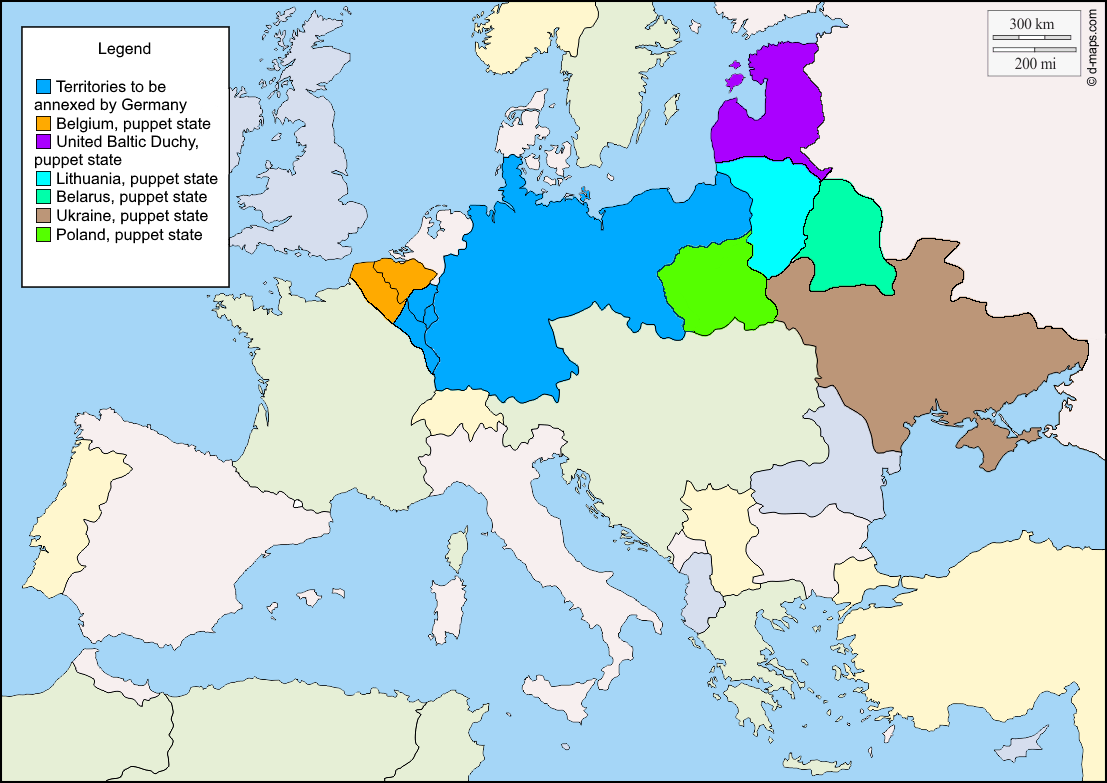
Posible resultado del Septemberprogramm en Europa, incluida la franja fronteriza polaca.

El Septemberprogramm o Programa de septiembre (alemán: [zɛpˈtɛmbɐpʁoˌɡʁam]) fue el plan para la expansión territorial del Imperio alemán, preparado para el canciller Theobald von Bethmann-Hollweg, al comienzo de la Primera Guerra Mundial (1914-18). El secretario privado del canciller, Kurt Riezler, redactó el Septemberprogramm el 9 de septiembre de 1914, en los primeros días del ataque alemán en el oeste, cuando Alemania esperaba derrotar a Francia rápida y decisivamente. Las extensas conquistas territoriales propuestas en el Septemberprogramm incluyeron la creación de un estado vasallo de Bélgica, la anexión de porciones de Francia, la expansión de sus colonias en África y la toma de gran parte del Imperio ruso. El Septemberprogramm no se realizó porque Francia resistió el ataque inicial alemán, la guerra se convirtió en un punto muerto de guerra de trincheras y finalmente terminó en una derrota alemana.
En términos de geopolítica, el Septemberprogramm en sí es una visión documental de los objetivos de guerra de la Alemania imperial, y muestra el verdadero alcance de los planes alemanes para la expansión territorial en dos direcciones, este y oeste. El historiador Fritz Fischer escribió que el Septemberprogramm se basaba en la filosofía del Lebensraum, que hizo de la expansión territorial el motivo principal de la Alemania imperial para la guerra. Jonathan Steinberg ha sugerido que si el Plan Schlieffen hubiera funcionado y producido una victoria alemana decisiva, como en la Guerra franco-prusiana de 1870, el programa de septiembre se habría implementado, estableciendo así la hegemonía alemana en Europa.

## Objetivos de guerra

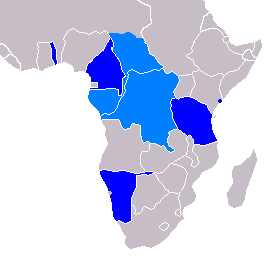
Posible resultado del programa de septiembre en África. Posesiones alemanas anteriores a la Primera Guerra Mundial en azul oscuro, ganancias en azul medio.

El Septemberprogramm era una lista de objetivos que Alemania debía alcanzar en la guerra:
- Francia debería ceder parte del territorio del norte, como las minas de mineral de hierro en Briey y una franja costera que va desde Dunkerque a Boulogne-sur-Mer, a Bélgica o Alemania.
- Francia debería pagar una indemnización de guerra de 10 mil millones de marcos alemanes, con pagos adicionales para cubrir los fondos de los veteranos y pagar toda la deuda nacional existente de Alemania. Esto evitaría el rearme francés durante las próximas dos décadas, haría que la economía francesa dependiera de Alemania y terminaría el comercio entre Francia y el Imperio Británico.
- Francia se desarmaría parcialmente al demoler sus fuertes del norte.
- Bélgica debería anexarse a Alemania o, preferiblemente, convertirse en un estado vasallo, que debería ceder las partes orientales y, posiblemente, Amberes a Alemania y dar a Alemania bases militares y navales.
- Luxemburgo debería convertirse en un estado miembro del Imperio alemán.
- Los estados intermedios se crearían en un territorio tallado en el Imperio ruso occidental, como Polonia, que permanecería bajo la soberanía alemana.[4]
- Alemania crearía una asociación económica de Mitteleuropa, aparentemente igualitaria pero en realidad dominada por Alemania. Los miembros serían Francia, Bélgica, los Países Bajos, Dinamarca, Austria-Hungría, los nuevos estados intermedios y posiblemente Italia, Suecia y Noruega.[6]
- El imperio colonial alemán se expandiría. Las posesiones alemanas en África se ampliarían para crear una colonia alemana contigua a través de África central (Mittelafrika) a expensas de las colonias francesas y belgas. Presumiblemente, para dejar abiertas las futuras negociaciones con Gran Bretaña, no se tomarían colonias británicas, pero la "hegemonía intolerable" de Gran Bretaña en los asuntos mundiales debía terminar.
- Los Países Bajos deberían tener una relación más estrecha con Alemania, evitando cualquier apariencia de coerción.

## Significado
El Septemberprogramm se basó en sugerencias del liderazgo industrial, militar y político de Alemania. Sin embargo, como Alemania no ganó la guerra, nunca se puso en práctica. Como concluyó el historiador Raffael Scheck: "El gobierno, finalmente, nunca se comprometió a nada. Había ordenado el Septemberprogramm como una audiencia informal para conocer la opinión de las élites económicas y militares".
En el este, por otro lado, Alemania y sus aliados exigieron y lograron importantes concesiones territoriales y económicas de Rusia en el Tratado de Brest-Litovsk y de Rumania en el Tratado de Bucarest.